# Trochiliopora bartschi
Trochiliopora bartschi är en mossdjursart som beskrevs av Ferdinand Canu och Ray Smith Bassler 1929. Trochiliopora bartschi ingår i släktet Trochiliopora och familjen Lichenoporidae. Inga underarter finns listade i Catalogue of Life.